# HK Budapest Stars
Budapest Stars – węgierski klub hokejowy z siedzibą w Budapeszcie.

## Sukcesy
- Złoty medal MOL Ligi: 2010